# Cayes de Port Royal
Les cayes de Port Royal (en anglais : Port Royal Cays) sont un ensemble de petites îles inhabitées se trouvant au large de Port Royal en Jamaïque.
- Gun Cay (la plus au nord)
- Lime Cay (la plus grande)
- Maiden Cay
- Southeast Cay (la plus à l'est)
- South Cay (presque connectée avec South Cay Rock)
- South Cay Rock (la plus au sud)
- Drunkenmans Cay (la plus à l'ouest)
- Rackhams Cay (la plus petite, où le corps du pirate Jack Rackham a été exposé après sa pendaison[1])